# Marina Miranda
Marina Miranda (Paraíba do Sul, 30 settembre 1930 – Rio de Janeiro, 20 settembre 2021) è stata un'attrice, comica e umorista brasiliana.

## Biografia
Afrobrasiliana del Rio Grande do Sul, esordì nel 1961 con una particina in un film, dopo aver abbandonato l'iniziale intenzione di affermarsi nell'opera lirica. Per un decennio ebbe solo ruoli insignificanti al cinema e nel teatro di rivista. Ma a partire dal 1971 fu valorizzata al meglio, quando cioè ci si accorse del suo grande potenziale comico. Le vennero quindi cuciti addosso personaggi particolarmente vivaci nelle telenovelas cui prese parte, come Dancin' Days, dove impersonò la spassosa bambinaia Divige. Ma soprattutto apparve in diversi varietà tv, spesso facendo coppia con Tião Macalé: il loro sodalizio artistico fu proposto tra l'altro in Escolinha do Professor Raimundo di Chico Anysio e negli show del gruppo comico Os Trapalhões. Nel 2010, a 80 anni, l'attrice venne premiata col Troféu Raça Negra.
Marina Miranda è morta a causa di infezioni varie nel 2021, quasi novantunenne. Da alcuni anni aveva anche la malattia di Alzheimer.

## Vita privata
Ebbe una figlia, Sylvia.